# 6312 Robheinlein
6312 Robheinlein este un asteroid din centura principală de asteroizi. Este numit în onoarea scriitorului american Robert A. Heinlein.

## Descriere
6312 Robheinlein este un asteroid din centura principală de asteroizi. A fost descoperit pe 14 septembrie 1990 la Observatorul Palomar de Henry E. Holt. Asteroidul prezintă o orbită caracterizată de o semiaxă mare de 2,18 ua, o excentricitate de 0,07 și o înclinație de 4,1° în raport cu ecliptica.